# 野老山氏
野老山氏（ところやまし）は、もと伊賀国の農耕神祇に発祥する神々を祀る上野天満宮の神官であった野口氏。後に甲斐源氏一条忠頼の家臣。1193年、一条忠頼の家臣である中原秋家が土佐国香美郡宗我・深淵郷の地頭職となり、共に下向。主君の忠頼が暗殺された後に、秋家は忠頼の子、秋通を養子とした。その後秋通が香宗我部氏を称すると、これに従属。
室町期には野口総左衛門が香美郡八王子宮を勧請し以降、野口氏が同社の神職を兼務した。
戦国末期に香宗我部親秀が長宗我部国親の三男・親泰を養子に迎えると、野口氏も長宗我部氏の影響下に入った。
四国平定の際に功績としてて別府山村（野老山村）一帯（高知県高岡郡）の所領を賜った事から野口姓から野老山氏に改姓。慶長5年（1600年）、関ヶ原の戦いで長宗我部盛親が西軍に与し、改易となった際に郷士となった。